# Ulrich M. Gassner
Ulrich M. Gassner (* 1957 in Freiburg im Breisgau) ist ein deutscher Rechtswissenschaftler und Professor für Öffentliches Recht an der Universität Augsburg.

## Leben
Gassner absolvierte von 1983 bis 1987 ein Studium der Rechtswissenschaften an der Universität Tübingen. Im Jahr 1994 erfolgte seine Promotion und 1995 die Habilitation durch die Juristische Fakultät der Universität Tübingen und Erteilung der Lehrbefugnis für das Fachgebiet Öffentliches Recht (einschließlich Europarecht). Seit 1997 ist Gassner Professor an der Universität Augsburg. Dort leitet er die Forschungsstelle für Medizinprodukterecht (FMPR) und seit 2015 die Forschungsstelle für E-Health-Recht (FEHR).